# جيوفاني ماريا فونتانا
جيوفاني ماريا فونتانا هو مهندس معماري سويسري، ولد في 1670 في لوغانو في سويسرا، وتوفي في 1712.